# Canoe Poling

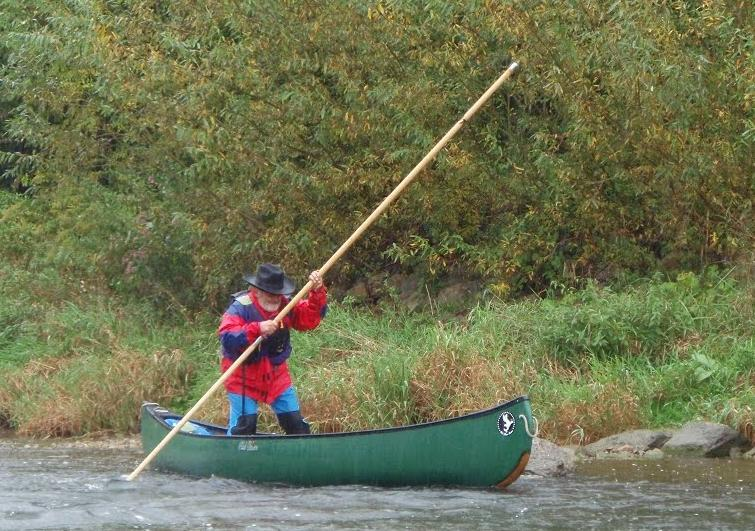
Canoe Poling flussaufwärts

Canoe Poling (von engl. canoe: Canadier/Kanu; pole: Stange/Stab) bezeichnet im Englischen die Technik, einen Canadier stehend in seichten Flussabschnitten gegen die Strömung zu staken. Beim Poling stellt man sich hinter die Mitte des Bootes. Dadurch wird der Bug entlastet und lässt sich leichter dirigieren. Die Polingstange wird seitlich des Bootes auf den Flussgrund gesetzt. Dann hangelt man sich – ähnlich wie bei einem Spreewaldkahn – an der Stange entlang, bis das Ende der Stange erreicht ist und sie aus dem Wasser gehoben und wieder nach vorne geführt wird. Dieser Ablauf kann in unterschiedlichen Varianten ausgeführt werden: Die Stange kann in einer Wurfbewegung eingeholt oder mit dem aus dem Wasser ragenden Ende neu eingesetzt werden (Windmühlentechnik).
Mittels Poling wurden zur Zeit der Voyageure leichte Stromschnellen überwunden. Damit ersparte man sich jeweils eine lange und umständliche Portage.
Die gleiche Technik lässt sich auch flussabwärts gerichtet einsetzen. Sie wird dann als „Snubbing“ bezeichnet. Man steht weiter vorne im Bug damit das flussaufwärts gerichtete Heck entlastet wird, das sonst von der Strömung leicht herumgerissen werden könnte.
Traditionelle Polingstangen sind aus Holz. Beim traditionellen Poling steht man diagonal im Boot und führt die Polingstange ausschließlich auf einer Seite. Wettbewerbspoling wird mit Aluminium- oder Glasfaserstangen betrieben. Man steht breitbeinig quer im Boot und wechselt – je nach Anforderungen des fließenden Wassers – die Seite, auf der die Polingstange ins Wasser gesetzt wird.